# Seleção Saudita de Futebol
A Seleção Saudita de Futebol (em árabe: المنتخب العربي السعودي لكرة القدم) representa a Arábia Saudita no futebol internacional masculino. Eles são conhecidos como Al-Suqour Al-Khodhur (Os Falcões Verdes) em referência às suas cores tradicionais de verde e branco. Disputa as competições da FIFA e da AFC.
Considerada uma das seleções mais bem-sucedidas da Ásia, a Arábia Saudita venceu a Copa da Ásia de Seleções três vezes (1984, 1988 e 1996), alcançou um recorde conjunto de seis finais da Copa da Ásia e se classificou para a Copa do Mundo da FIFA em seis ocasiões desde sua estreia no torneio em 1994. É a primeira seleção asiática a chegar à final de uma competição sênior da FIFA na Copa Rei Fahd de 1992, que acabaria se tornando a Copa das Confederações. Apenas o Japão conseguiu repetir esse feito como seleção da AFC, em 2001.
Na Copa do Mundo de 1994, sob a liderança de Jorge Solari, a Arábia Saudita venceu a Bélgica e Marrocos na fase de grupos antes de cair para a Suécia nas oitavas de final.
Na disputa da Copa do Mundo de 2022 no Catar, ficou no grupo C com a Argentina, o México e a Polônia. Na primeira rodada, conquistou uma vitória histórica por 2 a 1 contra a futura campeã da Copa, a Argentina, acabando com a sequência invicta de 36 jogos da equipe albiceleste. Após a vitória histórica no Mundial, o Rei Salmán decretou feriado nacional no dia seguinte da partida para comemorar a vitória. 

## Uniforme
Tradicionalmente, o uniforme caseiro da Seleção Saudita de Futebol é todo branco e o visitante é todo verde (cores da bandeira).

### Fornecedor
| Fornecedor     | Período      |
| -------------- | ------------ |
| Admiral        | 1976–1979    |
| Puma           | 1980–1984    |
| Ágata          | 1984         |
| Faisok         | 1985–1989    |
| Adidas         | 1990–1993    |
| Shammel        | 1994–2000    |
| Adidas         | 2001–2003    |
| Le Coq Sportif | 2004         |
| Adidas         | 2004–2005    |
| Puma           | 2006–2010    |
| Nike           | 2011–present |

## Títulos
| Continentais | Continentais           | Continentais | Continentais      |
|              | Competição             | Títulos      | Anos              |
| ------------ | ---------------------- | ------------ | ----------------- |
|              | Copa da Ásia           | 3            | 1984, 1988 e 1996 |
|              | Copa das Nações Árabes | 2            | 1998 e 2002       |

### Outros Titulos
- Copa do Golfo: 1994, 2002, 2018
- Campeonato Mundial Sub-17: 1989
- Jogos da solidariedade islâmica Gold Medalists: 2005

## Campanhas de destaque
- Copa do Mundo: 12º lugar - 1994
- Copa da Ásia: 2º lugar - 1992, 2000, 2007
- Jogos Asiáticos: medalha de prata - 1986; medalha de bronze - 1982
- Copa das Confederações: 2º lugar - 1992
- Torneio Bicentenário da Austrália: 4º lugar - 1988
- Torneio COTIF: 2º lugar - 2023

## Desempenho em Copas do Mundo
- 1930 a 1974 - Não disputou
- 1978 a 1990 - Não se classificou
- 1994 - Oitavas-de-Final (12º lugar)
- 1998 - Primeira Fase (28° lugar)
- 2002 - Primeira Fase (32º lugar)
- 2006 - Primeira Fase (28º lugar)
- 2010 - Não se classificou
- 2014 - Não se classificou
- 2018 - Primeira Fase (26° lugar)
- 2022 - Primeira Fase (26° lugar)
- 2026 -
- 2030 -
- 2034 - Classificado

## Desempenho em Copas da Ásia
- 1956 a 1972 - Não disputou
- 1976 - Semi-Final
- 1980 - Não disputou
- 1984 - Campeões
- 1988 - Campeões
- 1992 - Vice-Campeões
- 1996 - Campeões
- 2000 - Vice-Campeões
- 2004 - Primeira fase
- 2007 - Vice-Campeões
- 2011 - Primeira fase
- 2015 - Primeira fase
- 2019 - Oitavas de Final
- 2023 - Oitavas de Final
- 2027 - Classificado como país-sede

## Treinadores
- Candinho
- Carlos Alberto Parreira
- Edgardo Bauza
- Gabriel Calderón
- Hélio dos Anjos
- José Peseiro
- Ivo Wortmann
- Leo Beenhakker
- Marcos Paquetá
- Nasser Al-Johar
- Puskás
- Rubens Minelli
- Zagallo
- Frank Rijkaard
- Juan Ramón López Caro
- Cosmin Olăroiu
- Bert van Marwijk
- Juan Antonio Pizzi
- Hervé Renard
- Roberto Mancini